# Осот війчастий
Осот війчастий (Cirsium ciliatum) — вид рослин з родини айстрових (Asteraceae), поширений у південно-східній Європі, західній Азії.

## Опис
Дворічна рослина 50–100 см заввишки. Зовнішні та середні листочки обгортки відігнуті назовні й униз, до середини або майже до основи на краях усіяні віями. Листки знизу сіро-повстяні, з опуклими й оголеними жилками, зверху шипувато-щетинисті. Кошики одиночні, 5–6 см завдовжки. Квітки пурпурні.

## Поширення
Поширений у південно-східній Європі, західній Азії.
В Україні вид зростає на кам'янистих схилах, біля доріг, інтродукована рослина — зрідка в північних районах (вказується для Харкова).